# Nakatomi-clan
De Nakatomi-clan (中臣氏, Nakatomi no uji) is een Japanse adellijke familie die instond voor alle rituelen van het shintoïsme met betrekking tot de keizerlijke familie. Alhoewel zij niet een van de rijkste families waren, waren ze wel een van de machtigste families. Zij lagen aan de basis van de Taika-hervormingen (大化の改新, Taika no Kaishin) en later werden zij omgevormd tot de Fujiwara-clan (藤原氏, Fujiwara no uji), een van de machtigste families tijdens de Heianperiode (平安時代, Heian jidai).

## Van klassiek Japan tot eind Kofun-periode
Tijdens de oorlog tussen Paekche en Silla op het Koreaanse schiereiland, vroeg de toenmalige koning van Paekche, Seong, hulp aan de Japanse keizer Kinmei (欽明天皇, Kinmei-tennō, 509–571) en zond een boeddhistisch beeld van Shakyamuni en enkele sutra's als een geschenk. De Nakatomi-clan en de Mononobe-clan (物部氏, Mononobe no uji) verzette zich tegen de invoer van boeddhisme vanwege de contradicties tussen het Shintō (神道) en het boeddhisme. Keizer Kinmei ging niet in op het verzoek van de Koreaanse koning en hield de invoer van het Boeddhisme tegen. De Soga-clan mocht echter wel de Boeddha aanbidden in privé.

## De Asuka-periode
De spanningen tussen de Soga-clan en de Nakatomi-clan begonnen door het uitbreken van een epidemie vlak na de introductie van het boeddhisme. De twee clans beschuldigden elkaars religie met resultaat dat de tempel, gebouwd door Soga no Umako (蘇我馬子, 551 - 626), aan het paleis werd afgebrand. Verder werd er ook een Boeddhabeeld, dat Soga no Umako aanbad, weggegooid. De spanningen werden erger wanneer Keizer Yomei (用明天皇, Yōmei-tennō, 585 – 587), die het boeddhisme accepteerde, stierf. Er ontstond een oorlog over de opvolging van de overleden keizer waarin de Soga-clan won van de Nakatomi-clan en de Mononobe-clan. Doordat de Soga-clan aan de macht kwam werd het boeddhisme de nieuwe staatsgodsdienst. Alhoewel de Nakatomi de oorlog verloren hadden, hadden zij nog steeds een rol in het besturen van de staat.

## De Taika-hervormingen
Na enkele tientallen jaren verzwakte de macht van de Soga-clan. In 645 kwam de Nakatomi-clan onder leiding van Nakatomi no kamatari (中臣鎌足, 614 – 669) en met steun van Prins Naka no Ōe (中大兄) in opstand en vermoordde het hoofd van de Soga-clan, Soga no Iruka (蘇我入鹿), en verwijderde alle leden van de Soga-clan uit de regering. Naka no Ōe riep zichzelf uit tot kroonprins en Nakatomi no Kamatari werd benoemd tot eerste minister. Nakatomi no Kamatari hielp ook bij het opstellen van de Taika-hervormingen. Bij deze hervorming staat de regering centraal met als absolute machthebber, de keizer. Deze staatsgreep staat in de Japanse geschiedenis bekend als het Isshi-Incident (乙巳の変, Isshi no Hen).

## Omvorming tot de Fujiwara-clan
Na de Taika-hervorming had de Nakatomi-clan alle macht in handen doordat zij hun dochters huwden met de zonen van de Yamato familie. In 668, het jaar voordat Nakatomi no Kamatari stierf, besteeg Prins Naka no Ōe officieel de troon als Keizer Tenji (天智天皇, Tenji-tennō, 626 – 672) en als dank voor hun loyaliteit kreeg Nakatomi no Kamatari de bijnaam Fujiwara en de hoogste rang Taishōkan. Met deze naam stichtte hij dan de Fujiwara-clan. De zoon van Nakatomi no Kamatari, Fujiwara no Fuhito (藤原不比等, 659 – 720), was de eerste die officieel de nieuwe familienaam gebruikte. Het was ook hij die als eerste zijn dochter huwde met iemand van de keizerlijke familie. Zo kreeg de Fujiwara-clan veel macht en werd het een van de machtigste clans in Japan tot in de Heianperiode.